# اسپاد ۴۲
اسپاد ۴۲ (به انگلیسی: Blériot SPAD_42) یک هواگرد فرانسوی از نوع آموزشی/نظامی و مدلی پیشرفته تر از هواگرد SPAD S.VII است که توسط لویی بلریو طراحی و ساخته شد. موتور آن از مدل Hispano-Suiza 8Ab با قدرت ۱۸۰ اسب بخار بود. یکی از اولین هواپیماهای که توسط ایران از فرانسه خریداری شد از این مدل می‌باشد